# Trần Hiến Tông
Trần Hiến Tông, né sous le nom Trần Vượng en 1319 et mort en 1341, est l'empereur du Đại Việt (ancêtre du Viêt Nam) de 1329 à 1341 et le sixième représentant de la dynastie Trần.

## Biographie
Fils de l'empereur Trần Minh Tông qui abdique en sa faveur en 1329, alors qu'il n'a que dix ans, Trần Hiến Tông dirige le pays avec son père qui garde le contrôle sur la cour.
Son règne est marqué par les conflits avec le Laos et le royaume de Champā durant lesquels l'armée du Đại Việt essuie plusieurs défaites et perd des généraux importants.
Le pays, toujours en bon termes avec l'empire mongol, reste malgré tout prospère.
Trần Hiến Tông meurt en 1341 sans laisser d'héritier. Son père confie alors le trône à son frère Trần Dụ Tông.

### Liste des Trần
- 1225-1258 : Trần Thái Tông († 1290);Fondateur de la dynastie Trần qui succède à la dynastie Ly
- 1258-1278 : Trần Thánh Tông, son fils;2ème Empereur Trần
- 1278-1293 : Trần Nhân Tông, son fils, déposé ;3ème Empereur
- 1293-1314 : Trần Anh Tông, son fils, abdique ;4ème Empereur
- 1314-1329 : Trần Minh Tông, son fils, abdique ;5ème Empereur
- 1329-1341 : Trần Hiến Tông, son fils ;6ème Empereur
- 1341-1369 : Trần Dụ Tông, fils de Trần Minh Tông ;7ème Empereur
- 1369-1370 : Duong Nhât Lê, (usurpateur) ;8ème Empereur
- 1370-1372 : Trần Nghệ Tông, fils de Trần Minh Tông, abdique et meurt en 1394 ;9ème Empereur
- 1372-1377 : Trần Duệ Tông, son frère ;10ème Empereur
- 1377-1388 : Trần Phế Đế, son fils, abdique ;11ème Empereur
- 1388-1398 : Trần Thuận Tông, fils de Nghê Tông, abdique ;12ème Empereur
- 1398-1400 : Trần Thiếu Đế son fils, abdique.13ème Empereur